# Вахід Селімович
Вахід Селімович (англ. Vahid Selimović, нар. 3 квітня 1997, Люксембург, Люксембург) — люксембурзький футболіст сербського походження, центральний захисник грецького клубу ОФІ та національної збірної Люксембургу.

## Клубна кар'єра
Вахід Селімович почав займатися футболом з раннього дитинства. Вже у віці восьми років він вступив до футбольної школи французького клубу «Мец». З 2015 року молодого захисника тренери почали залучати до тренувань з першою командою. Влітку 2016 року Селімович підписав з клубом перший професійний контракт. Та надалі продовжив грати у дублі команди. Першу гру в основі він провів у грудні 2017 року.
У січні 2019 року футболіст підписав дворічний контракт з кіпрським «Аполлоном». Де грав наступні півтора сезону. Влітку 2020 року Селімович перебрався до грецького чемпіонату, де приєднався до клубу ОФІ.

## Збірна
На міжнародному рівні Вахід Селімович починав грати у юнацькій збірній Сербії. Але народжений у Люксембурзі, він вирішив на дорослому рівні виступати за національну збірну Люксембургу. Дебют Селімовича у збірній Люксембургу відбувся 2 червня 2019 року у товариському матчі проти команди Мадагаскару. Селімович вийшов в основі й в кінці матчу відмітився забитим голом.